# Calymperes boninense
Calymperes boninense är en bladmossart som beskrevs av Iwatsuki 1985. Calymperes boninense ingår i släktet Calymperes och familjen Calymperaceae. Inga underarter finns listade i Catalogue of Life.